# Etylosarin
Etylosarin – fosforoorganiczny związek chemiczny, analog sarinu. Bojowy środek trujący o działaniu paralityczno-drgawkowym. Jego cząsteczka różni się od cząsteczki sarinu obecnością grupy etylowej w miejscu grupy metylowej przy atomie fosforu. Właściwości fizykochemiczne zbliżone do sarinu, toksyczność nieco mniejsza.